# NGC 5694
NGC 5694 (také známá jako Caldwell 66) je kulová hvězdokupa vzdálená 114 100 světelných let v souhvězdí Hydry o hodnotě magnitudy 10,2. Objevil ji britský astronom William Herschel v roce 1784. Sídlí na okraji Mléčné dráhy ve vzdálenosti 96 000 světelných let od středu Galaxie a s odhadovaným stářím 13,44 miliard let patří mezi nejstarší kulové hvězdokupy v Mléčné dráze.

## Pozorování
Hvězdokupa se na obloze nachází v nejvýchodnější části souhvězdí, 8° východně od hvězdy 3. magnitudy Pí Hydrae. Jde o slabý objekt nevýrazného vzhledu s malým zdánlivým rozměrem. I když v jejím okolí chybí zvláště jasné hvězdy, její nalezení usnadňují dvě hvězdy třetí magnitudy σ Librae a π Hydrae, na jejichž spojnici se hvězdokupa nachází, posunutá poněkud blíže ke hvězdě σ Librae. Pomůckou může být oblouk pěti hvězd 5. až 6. magnitudy, který se nachází přibližně 1,5° východně od hvězdokupy.
Za příznivých pozorovacích podmínek je viditelná již v menších dalekohledech jako drobná mlhavá skvrnka,
ale její desítka nejjasnějších hvězd má magnitudu pouze kolem 16,5, takže není rozložitelná ani většími amatérskými dalekohledy.
Její mírná jižní deklinace ji dovoluje pozorovat z obou zemských polokoulí bez výrazných obtíží spojených se zeměpisnou šířkou. Přesto je její pozorování poněkud výhodnější pro pozorovatele na jižní polokouli. Nejvhodnější období pro její pozorování na večerní obloze je od dubna do července.

## Historie pozorování
Hvězdokupu objevil William Herschel 22. května 1784, ale kvůli její velké vzdálenosti ji nerozložil na jednotlivé hvězdy, proto ji popsal jako slabou mlhovinu. Její pravá podstata zůstala dlouho neznámá, jako kulovou hvězdokupu ji zatřídili až Clyde Tombaugh a Carl Otto Lampland v roce 1932.

## Vlastnosti
NGC 5694 patří mezi nejstarší kulové hvězdokupy a díky tomu má také nízkou metalicitu. Její stáří se odhaduje na 13,44 miliard let. Od středu Galaxie je vzdálená přibližně 96 000 světelných let, takže patří mezi nejvzdálenější kulové hvězdokupy. Její velká rychlost jí může umožnit opuštění galaktického hala. Podle výzkumu vydaného v roce 1990 pochází tato hvězdokupa z vnitřní části hala Galaxie a později byla vysunuta na její okraj pravděpodobně kvůli vzájemnému působení Galaxie a Velkého Magellanova oblaku.